# تشارلز ر. بروير
تشارلز ر. بروير (بالإنجليزية: Charles R. Brewer)‏ هو داعية أمريكي، ولد في 1890 في مقاطعة غيلز في الولايات المتحدة، وتوفي في 1971.